# Approccio nomotetico
L'espressione approccio nomotetico vuole significare il modo di impostare una ricerca conoscitiva che miri alla scoperta di un assetto normativo della realtà, regolata quindi nel suo complesso da leggi universali: da qui deriva la tendenza dello studioso nomotetico alla monosemia cioè alla unicità delle definizioni per cui, prendendo in considerazione vari casi di un campione, si cerca di coglierne gli elementi di comunanza per dedurne quelle regole generali che possano spiegarne le costanti di ripetitività e riproducibilità, condizioni tipiche, ad esempio, della validità del metodo sperimentale. 
L'aggettivo "nomotetico" deriva dal greco nomothetikós, nel senso di legislativo, riferito cioè al "nomoteta" (in greco antico: νομοθέτης?, nomothétes) che nell'antica Grecia era il nome dei legislatori. La tradizione indica come nomoteti (in greco antico: νομοθέται?, nomothétai) i primi legislatori italioti e sicelioti 

## Approccio idiografico e nomotetico
L'approccio dello scienziato nella sua ricerca è invece definito come idiografico quando si pone l'obiettivo di evitare le generalizzazioni e di arrivare a una completa conoscenza di eventi particolari, a casi specifici, a quella che viene chiamata l'"immagine idiografica" (dal greco ιδιος-γραφιχος: ídios e graphikós, con significato di "descrivere il particolare") che è rappresentata, ad esempio, da un referto, un grafico o una cartella personale (contenente un profilo clinico) che illustri le caratteristiche peculiari (mediche, psicologiche, patologiche) distintive del soggetto esaminato.  Ne deriva nello studioso idiografico la polisemia l'espressione di più significati in una parola o in uno scritto . 
In filosofia un esempio di approccio nomotetico può essere quello della dottrina di Filone d'Alessandria che riprende il tema del Demiurgo platonico considerandolo come il supremo legislatore del mondo. Stessa impostazione nomotetica si ritrova in Immanuel Kant che attribuisce al giudizio trascendentale la capacità di immanenza quando opera con i dati sensibili ma anche di trascendenza rispetto ad essi che vengono così organicamente collegati nella loro universalità. 
Di approccio nomotetico o idiografico si discusse anche nell'ambito dello storicismo che considera l'uomo soprattutto come singolo soggetto storico per cui Wilhelm Windelband (1848-1915) sosteneva la necessità dell'approccio idiografico per le scienze storiche, riservando alle scienze della natura l'impostazione nomotetica. 
Tuttavia anche l'impostazione idiografica non è esente da errori come rivelava l'opera di Pierre Bayle che per primo si era dedicato nel suo Dizionario storico e critico (1697) alla compilazione di una «raccolta degli errori e delle falsità» da cui deve essere epurata la storia come fino ad allora era stata presentata. Egli fu un minuzioso e preciso raccoglitore di fatti attestati da documenti e testimonianze così numerose che Ernst Cassirer (1874–1945) lo considerò il fondatore dell'acribia storica.
Una critica dell'approccio nomotetico è invece quella espressa nella cosiddetta "fallacia nomotetica", vale a dire la credenza nel risolvere veramente un problema nominandolo, ricorrendo al potere unificatore del linguaggio. Ad esempio, nella psicologia applicata un paziente può apprendere che la sua tristezza è chiamata "depressione" e che è considerata un disturbo mentale. Dare un nome al problema può portare un tale sollievo (sollievo dalla responsabilità personale o speranza di cura) che il paziente sente che la sua depressione è guarita. Questo sollievo può migliorare temporaneamente la disposizione del paziente, ma è improbabile che possa curare i fattori sociali, situazionali o interni che originariamente hanno portato alla depressione. Il problema è stato nominato e il paziente sente che essere consapevoli del problema risolverà tutto, ma in realtà il problema rimane irrisolto.